# Coelorinchus marinii
Coelorinchus marinii es una especie de pez de la familia Macrouridae en el orden de los Gadiformes.

## Morfología
• Los machos pueden llegar alcanzar los 38 cm de longitud total.

## Alimentación
Come crustáceos  bentónicos y poliquetos.

## Depredadores
En Brasil es depredado por Lophius gastrophysus y Hexanchus griseus .

## Hábitat
Es un pez de aguas profundas que vive entre 200-600 m de profundidad.

## Distribución geográfica
Se encuentra desde el sur del Brasil hasta Georgia del Sur.